# Trichocera bisignata
Trichocera bisignata är en tvåvingeart som beskrevs av Alexander 1959. Trichocera bisignata ingår i släktet Trichocera och familjen vintermyggor. Inga underarter finns listade i Catalogue of Life.